# 盛池镇
盛池镇，原为盛池乡，是中华人民共和国四川省资阳市乐至县下辖的一个乡镇级行政单位。2019年12月，撤乡设镇。

## 行政区划
盛池镇下辖以下地区：
盛池社区、邓家龙村、百担丘村、大沟村、张家坳村、烂泥河村、金顶寺村、古佛村、文庵村、盛泉村、大桥村、天宝寨村、伍家祠村、龙兴庵村、三碑垭村、横沟村、和尚桥村、短沟村、天平村、三桥村、埝田沟村和向乐村。